# 若山セツ子
若山 セツ子（、1929年〈昭和4年〉6月7日 - 1985年〈昭和60年〉5月9日）は、日本の女優。東宝の清純派スターの一人として知られている。映画監督の谷口千吉の元妻。本名は坂爪 セツ子、旧芸名は若山 セツコ。

## 人物

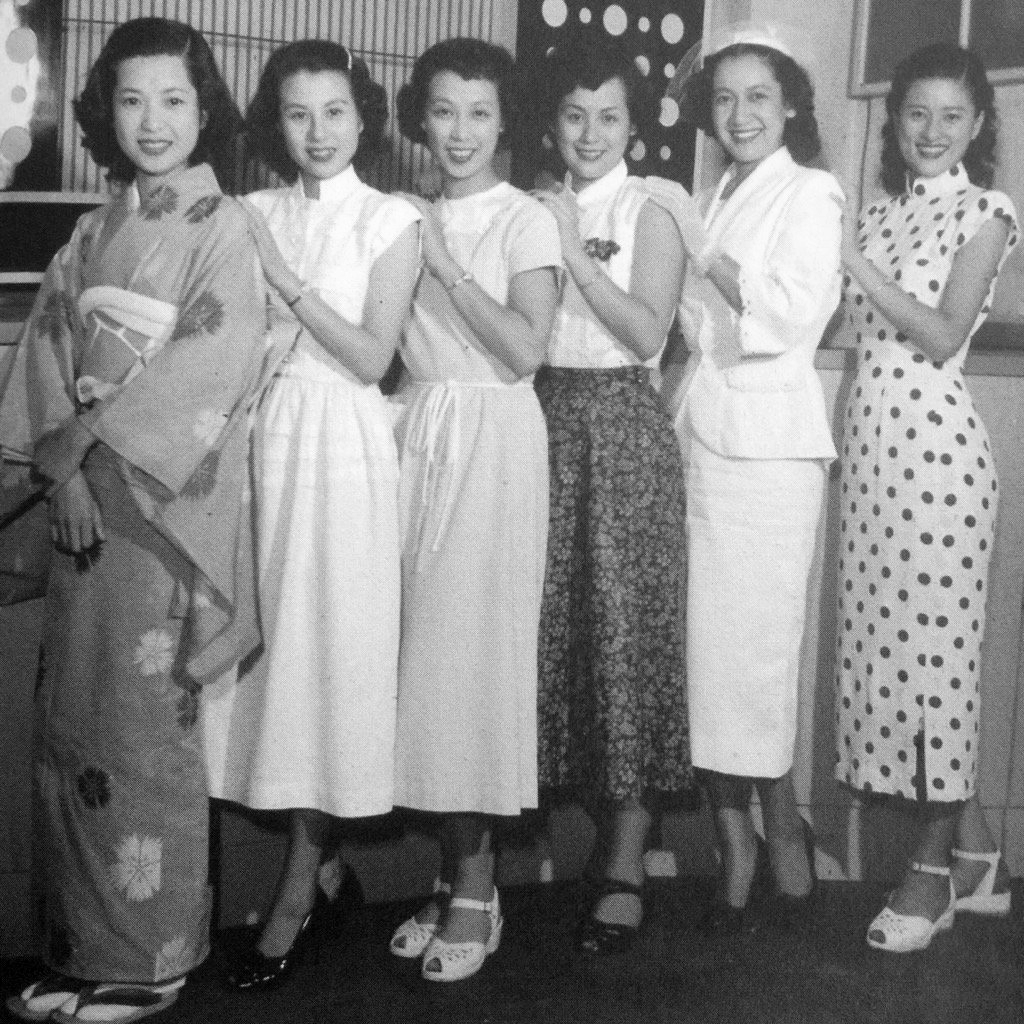
左端が若山セツ子（1951年）

東京府目黒町中目黒出身。実践高等女学校卒業。
1946年、東宝ニューフェイス第1期生として東宝へ入社。デビュー作は『四つの恋の物語』（1947年）。
1949年、『青い山脈』での丸メガネの女学生・笹井和子役で人気を獲得し、同年に東宝の映画監督であった谷口千吉と結婚。
1952年、『次郎長三国志』シリーズでは次郎長の女房・お蝶を演じた。
1956年に夫の谷口によるスキャンダルのため離婚。
1961年に病気で引退するが、1971年に週刊誌に取り上げられたのがきっかけで復帰。深夜番組や『お祭り銀次捕物帳』にレギュラー出演したが、次第に奇行が見られはじめ、1973年に出演した『婦系図・前後篇』が最後の出演となった。
1984年に共に暮らしていた母を亡くしてから精神状態が悪化し、強制入院させられてから1ヶ月後の1985年5月9日、東京調布市の病院で首吊り自殺した。55歳没。

## 主な出演作品

### 映画
- 銀嶺の果て（1947年、東宝）
- 青い山脈（1949年、東宝）
- 暁の脱走（1950年、東宝）
- 處女峰（1950年、大映）
- 薔薇合戦（1950年、松竹）
- 石中先生行状記 （1950年、新東宝）
- ブンガワンソロ （1951年、新東宝）
- 暴力（1952年、東映）

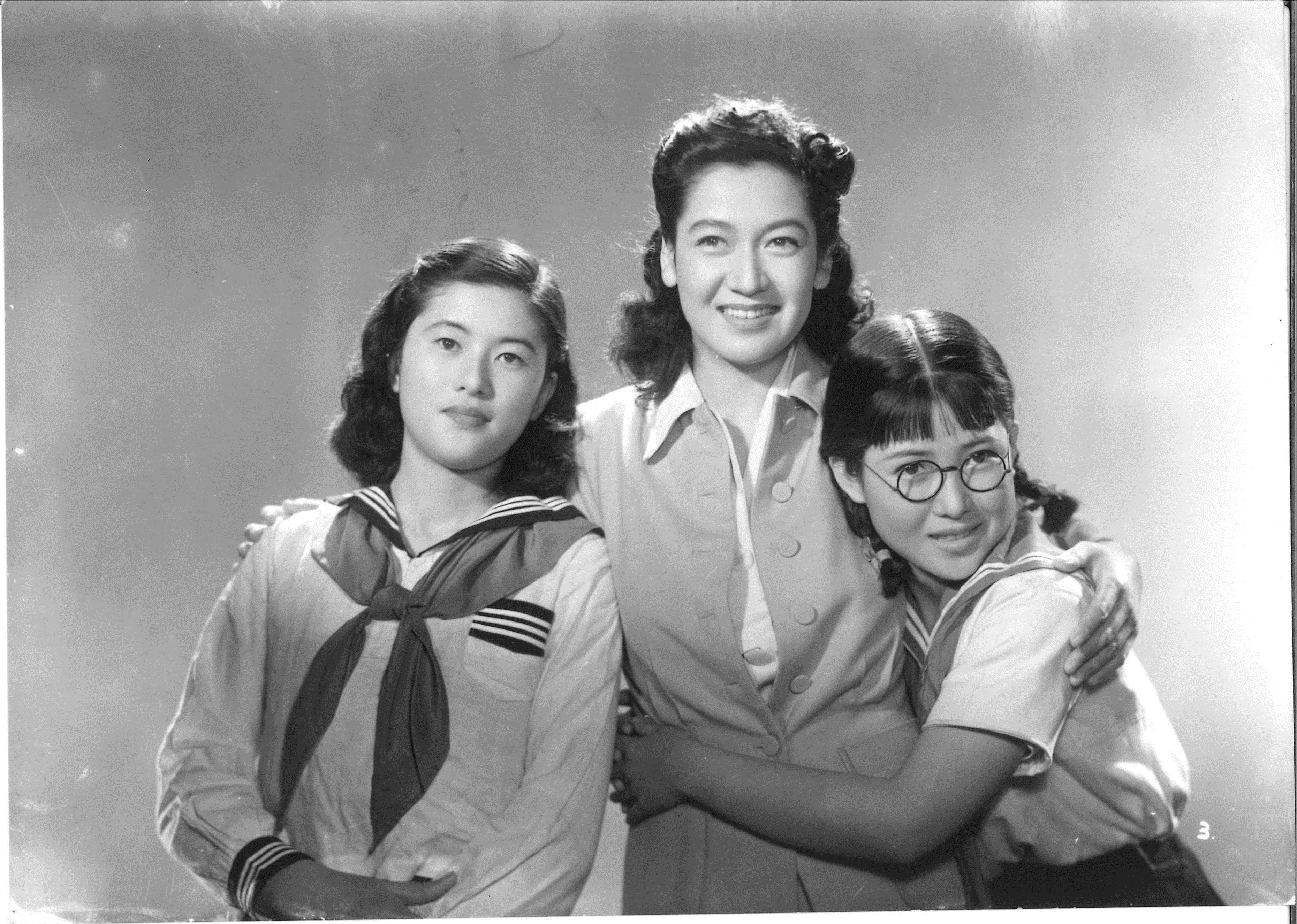
『青い山脈』（1949年）。右端が若山セツ子。

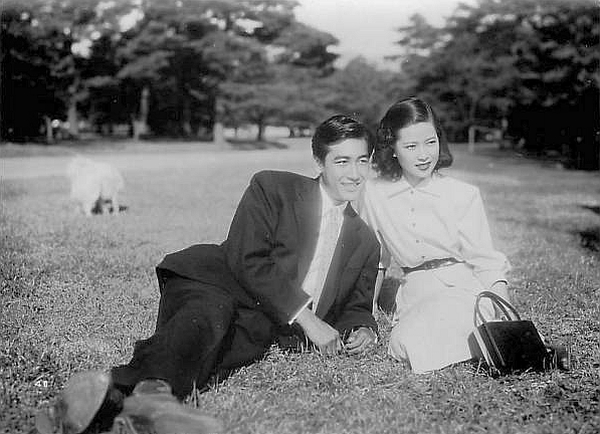
『薔薇合戦』（1950年）。若山セツ子と鶴田浩二。

- 次郎長三国志（1952 ‐ 1953年） ‐ お蝶[1]
- ゴジラの逆襲（1955年、東宝） - 山路秀美[1][2][3][4]
- サザエさんシリーズ（東宝）
  - サザエさん（1956年）
  - 続・サザエさん（1957年）
- 三十六人の乗客（1957年、東宝）
- 或る剣豪の生涯（1959年、東宝）

### テレビドラマ
- 東芝日曜劇場 / 剣（1959年、KR）
- 特別機動捜査隊 （NET）
  - 第517話「華麗なる沈黙の街」（1971年）
  - 第524話「ドルショック」（1971年）
- お祭り銀次捕物帳
- 女・その愛のシリーズ / 婦系図(1973年、NET) - 酒井ぎん